# Mitch Fettig
Mitchel Bennett Fettig (* 15. Mai 1996 in Olympia, Washington) ist ein US-amerikanischer American-Football-Spieler auf der Safety-Position.

## Werdegang
Fettig besuchte die Olympia High School, an der er auch im Basketball und in der Leichtathletik aktiv war. Während seiner Highschool-Karriere bei den Bears wurde Fettig mehrfach ausgezeichnet. Neben Berufungen in die All-League und All-Area Teams, wurde er nach seiner Senior-Saison auch in das erste All-State Team gewählt. 2014 verpflichtete er sich für die Eastern Washington University (EWU) aus der Big Sky Conference. Nachdem er sein erstes Jahr als Redshirt ausgesessen hatte, war er in den folgenden vier Spielzeiten Stammspieler der Eagles. Als Senior diente er dem Team als Kapitän. In seiner College-Karriere gewann er dreimal den Conference-Titel. 2015 wurde er an seinem College zum Freshman des Jahres ernannt, zwei Jahre später war er teamintern der Defensivspieler des Jahres. Als Sophomore wurde er mit einer ehrenvollen Erwähnung bei der All-Conference Auswahl bedacht, ehe er als Junior und Senior in das dritte All-Big-Sky-Team berufen wurde. Insgesamt kam er für die Eagles in 44 Spielen zum Einsatz. Dabei verzeichnete er 282 Tackles, sechs Interceptions und 17 Pass-Break-ups.
Aufgrund eines Achillessehnenrisses, den er sich spät in der College-Saison 2018 zugezogen hatte, musste Fettig operiert werden und fiel 2019 aus. Am 13. Februar 2020 gaben die Calgary Stampeders aus der Canadian Football League (CFL) die Verpflichtung von Fettig bekannt. Aufgrund der COVID-19-Pandemie wurde die Saison abgesagt. Zunächst stand er daraufhin im erweiterten Kader für die Saison 2021, doch wurde Fettig am 8. Februar 2021 von den Stampeders entlassen. Zur GFL-Saison 2022 nahmen die Schwäbisch Hall Unicorns Fettig unter Vertrag. Mit den Unicorns gewann er den CEFL Bowl und den German Bowl XLIII. In der GFL trug er in acht Spielen mit 39 Tackles, zwei Interceptions und drei Pass-Break-ups zu diesem Erfolg bei.
Am 24. Januar 2023 wurde er von Stuttgart Surge aus der European League of Football (ELF) als Neuzugang für die Saison 2023 vorgestellt. Dort spielte er erneut unter Head Coach Jordan Neuman, der ihn bereits bei den Unicorns rekrutiert und trainiert hatte.

## Ausbildung
Fettig hat das College mit einem Grade Point Average von 3,80 in Strafjustiz mit den Nebenfächern Psychologie und Soziologie abgeschlossen. Für seine akademischen Leistungen wurde er mehrfach ausgezeichnet und stand dabei in mehreren Quartalen auf der Dean’s List.

## Privates
Fettig ist verheiratet.